# Nāḩiyat Tall Ḩamīs
Nāḩiyat Tall Ḩamīs (arabiska: ناحية تل حميس) är ett subdistrikt i Syrien.   Det ligger i provinsen al-Hasakah, i den nordöstra delen av landet, 600 km nordost om huvudstaden Damaskus.
Omgivningarna runt Nāḩiyat Tall Ḩamīs är i huvudsak ett öppet busklandskap. Runt Nāḩiyat Tall Ḩamīs är det ganska tätbefolkat, med 179 invånare per kvadratkilometer.